# Tromsø
Tromsø  (prononcé /ˈtrʊ̂msœ/ ), Romsa (/ˈromːsa/) en same du Nord et Tromssa en kvène, est une ville du Nord de la Norvège. Située dans le comté de Troms, au nord du cercle polaire arctique, elle a une superficie de 2 558 km2 et comptait 76 734 habitants au 1er janvier 2019, ce qui en fait la huitième ville du pays. Elle est surnommée « le Paris du Nord » (« Nordens Paris » en norvégien) et est la ville de plus de 50 000 habitants la plus septentrionale du monde.

## Histoire
Porte d'entrée du Svalbard, c'est le point de départ des expéditions polaires. Fondée officiellement en 1794, la ville serait bien plus ancienne avec des restes d'églises en bois debout (appelée stavkirke ou stavkyrkje) remontant aux années 1250.
N'ayant jusqu'au milieu du XIXe siècle que 1 400 habitants, la ville connut une forte expansion à la fin du XIXe siècle lorsque les nombreuses expéditions vers les régions boréales s'intensifièrent pour la chasse aux phoques.
Pendant la Seconde Guerre mondiale, elle servit brièvement de siège au gouvernement norvégien.

## Géographie
Tromsø est la huitième plus grande municipalité de Norvège, avec une population d'environ 70 000 habitants, et le centre de la neuvième plus grande zone urbaine.
Le centre de la ville est situé sur la côte de l'île de Tromsøya, à plus de 300 km au nord du cercle polaire. Les zones suburbaines comprennent Kroken, Tromsdalen, le reste de l'île et la partie orientale de l'île de Kvaløya, à l'ouest de la première. Un pont et un tunnel à quatre voies relient Tromsø au continent et, à l'ouest, le pont de Sandnessund assure la liaison avec Kvaløya. Il se trouve au nord de la Norvège.

### Localités
1. Andersdal (69° 30′ 53″ N, 19° 00′ 27″ E) ;
2. Åsland/Eidkjosen (69° 40′ 35″ N, 18° 46′ 06″ E) ;
3. Bakkejord (69° 31′ 44″ N, 18° 17′ 30″ E) ;
4. Breivikeidet (69° 39′ 22″ N, 19° 34′ 03″ E) ;
5. Brennsholmen (69° 35′ 57″ N, 18° 02′ 24″ E) ;
6. Buvik (69° 33′ 07″ N, 18° 07′ 17″ E) ;
7. Ersfjordbotn (69° 41′ 30″ N, 18° 36′ 55″ E) ;
8. Fagernes (69° 33′ 40″ N, 19° 11′ 04″ E) ;
9. Futrikelv (69° 47′ 30″ N, 19° 01′ 35″ E) ;
10. Grøtfjord (69° 46′ 42″ N, 18° 32′ 39″ E) ;
11. Grøtnesdalen (69° 51′ 19″ N, 19° 38′ 18″ E) ;
12. Håkøybotn (69° 37′ 51″ N, 18° 43′ 36″ E) ;
13. Hella (69° 33′ 30″ N, 18° 43′ 36″ E) ;
14. Hundbergan (69° 32′ 57″ N, 19° 01′ 43″ E) ;
15. Indre Berg (69° 33′ 38″ N, 18° 57′ 03″ E) ;
16. Jøvik (69° 36′ 15″ N, 19° 49′ 02″ E) ;
17. Kaldfjord (69° 40′ 45″ N, 18° 44′ 20″ E) ;
18. Kaldsletta (69° 37′ 00″ N, 18° 57′ 00″ E) ;
19. Kårvik (69° 52′ 00″ N, 18° 56′ 00″ E) ;
20. Kjosen (69° 41′ 11″ N, 18° 44′ 40″ E) ;
21. Kraksletta (69° 31′ 20″ N, 18° 51′ 57″ E) ;
22. Kristofferjorda (69° 32′ 32″ N, 19° 04′ 00″ E) ;
23. Kroken (69° 41′ 02″ N, 19° 04′ 10″ E) ;
24. Kvaløysletta (69° 41′ 44″ N, 18° 52′ 58″ E) ;
25. Kvaløyvågen (69° 51′ 08″ N, 18° 49′ 10″ E) ;
26. Lakselvbukt (69° 25′ 59″ N, 19° 38′ 49″ E) ;
27. Larseng (69° 34′ 20″ N, 18° 46′ 25″ E) ;
28. Lauksletta (69° 33′ 33″ N, 19° 05′ 35″ E) ;
29. Laukvika (69° 50′ 04″ N, 18° 41′ 03″ E) ;
30. Løksfjord (70° 01′ 48″ N, 18° 43′ 13″ E) ;
31. Mjelde (69° 32′ 27″ N, 18° 26′ 10″ E) ;
32. Mjølvik (70° 01′ 58″ N, 18° 33′ 34″ E) ;
33. Movik (69° 42′ 41″ N, 19° 05′ 33″ E) ;
34. Nordbotn (69° 39′ 16″ N, 18° 44′ 38″ E) ;
35. Olderbakken (69° 34′ 54″ N, 19° 45′ 18″ E) ;
36. Oldervik (69° 45′ 24″ N, 19° 40′ 33″ E) ;
37. Ramfjordnes (69° 31′ 48″ N, 19° 00′ 29″ E) ;
38. Rekvik (69° 44′ 11″ N, 18° 19′ 32″ E) ;
39. Rornes (69° 33′ 17″ N, 19° 43′ 22″ E) ;
40. Sandneshamn (69° 37′ 48″ N, 18° 10′ 10″ E) ;
41. Sessøya (69° 44′ 00″ N, 18° 14′ 40″ E) ;
42. Sjøvassbotn (69° 23′ 34″ N, 19° 26′ 03″ E) ;
43. Sjursnes (69° 32′ 17″ N, 19° 38′ 20″ E) ;
44. Skarmunken / Skárramohkki (69° 36′ 32″ N, 19° 42′ 49″ E) ;
45. Skarsfjord (69° 58′ 02″ N, 18° 50′ 52″ E) ;
46. Skittenelv (69° 46′ 36″ N, 19° 23′ 49″ E) ;
47. Skjelnan (69° 41′ 55″ N, 19° 05′ 02″ E) ;
48. Skogvika (70° 00′ 44″ N, 18° 44′ 29″ E) ;
49. Skulsfjord (69° 48′ 03″ N, 18° 45′ 29″ E) ;
50. Slåttnes (69° 34′ 55″ N, 18° 47′ 26″ E) ;
51. Snarby (69° 47′ 57″ N, 19° 32′ 34″ E) ;
52. Sommarøy (69° 37′ 59″ N, 18° 05′ 10″ E) ;
53. Straumsbukta (69° 34′ 18″ N, 18° 39′ 12″ E) ;
54. Tomasjorda/Lunheim (69° 40′ 00″ N, 19° 01′ 00″ E) ;
55. Tønsvik (69° 44′ 51″ N, 19° 10′ 36″ E) ;
56. Tromsdalen (69° 38′ 39″ N, 18° 59′ 57″ E) ;
57. Tromvik (69° 46′ 43″ N, 18° 24′ 05″ E) ;
58. Trondjorda (69° 50′ 28″ N, 18° 51′ 48″ E) ;
59. Tussøy (69° 38′ 47″ N, 18° 06′ 49″ E) ;
60. Vasstrand (69° 39′ 23″ N, 18° 14′ 12″ E) ;
61. Vengsøy (69° 49′ 30″ N, 18° 31′ 06″ E) ;
62. Vikran (69° 32′ 34″ N, 18° 46′ 15″ E) ;
63. Vollstad (69° 24′ 01″ N, 19° 38′ 42″ E).

### Climat
Le climat est de type subarctique, avec un hiver froid et un été court. L'absence de permafrost et le pic de précipitations en automne et au début de l'hiver lui valent cependant parfois la qualification de subarctique maritime ou océanique boréal. La quantité de neige est très variable d'une année à l'autre, le record de 240 centimètres ayant été enregistré le 29 avril 1997. La proximité de l'océan Atlantique et le Gulf Stream adoucissent sensiblement les températures en hiver. Les étés sont généralement frais, le plus chaud, en 1972, ayant connu une température moyenne de 12,9 °C et un record de 30 °C. L'année la plus chaude fut 2005, avec une température moyenne de 4,38 °C, la moyenne annuelle étant généralement d'environ 3 °C. Une grande partie de la municipalité se trouve au-dessus de la limite des arbres et connaît un climat de toundra alpine.
| Mois                              | jan. | fév. | mars | avril | mai | juin | jui. | août | sep. | oct. | nov. | déc. | année |
| --------------------------------- | ---- | ---- | ---- | ----- | --- | ---- | ---- | ---- | ---- | ---- | ---- | ---- | ----- |
| Température minimale moyenne (°C) | −6,5 | −6,5 | −5,1 | −2,2  | −2  | 6,1  | 8,7  | 7,8  | 4,4  | 0,7  | −3   | −5,4 | −0,25 |
| Température maximale moyenne (°C) | −2,2 | −2,1 | −0,4 | 2,7   | 7,5 | 12,5 | 15,3 | 13,9 | 9,3  | 4,7  | 0,7  | −1,3 | 5,4   |
| Précipitations (mm)               | 95   | 87   | 72   | 64    | 48  | 59   | 77   | 82   | 102  | 131  | 108  | 106  | 1 031 |

### Ensoleillement
En raison de la position de la ville au nord du cercle arctique, le soleil ne se couche pas entre le 18 mai et le 26 juillet. En outre, il ne fait pas réellement nuit entre la fin du mois d'avril et la mi-août, le soleil ne descendant pas assez bas sous l'horizon.
Le soleil reste sous l'horizon entre le 26 novembre et le 15 janvier. Il s'en approche cependant suffisamment pour donner un peu de lumière en milieu de journée même en plein hiver. Les nuits raccourcissent ensuite rapidement et, dès le 21 février, le soleil est au-dessus de l'horizon entre 7 h 45 et 16 h 10, puis entre 5 h 50 et 19 h 50 au 1er avril. En raison des conditions de lumière très différentes, les Norvégiens divisent l'hiver en mørketid (nuit polaire) et seinvinter (fin de l'hiver).
En plus du marathon du soleil de minuit en juin, un semi-marathon est aussi organisé pendant la nuit permanente de janvier.

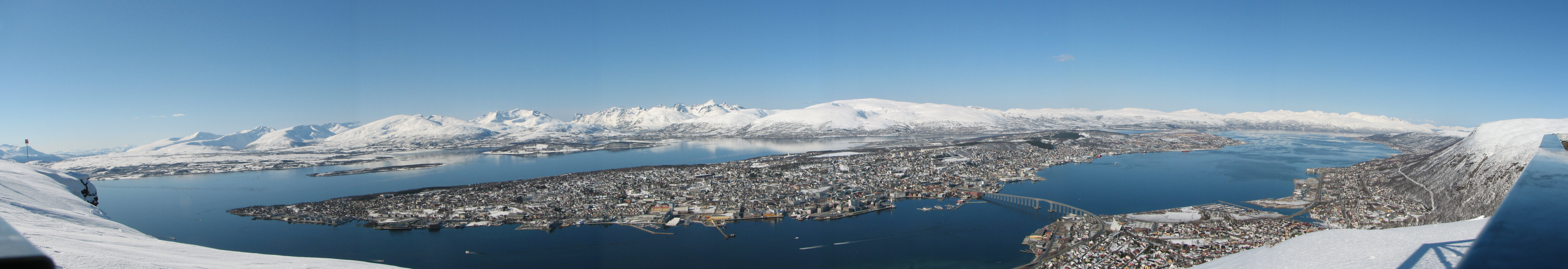
Vue panoramique de Tromsø depuis Fløya.

## Infrastructures et transports
L'aéroport de Tromsø permet de relier la ville au reste du continent. Il se situe sur le nord ouest de l'île de Tromsø.
La ville ne possède pas de lien ferroviaire mais est reliée au reste de la Norvège et de l'Europe par la route. Ainsi, l'E8 part de Tromsø vers Turku en Finlande, et à Nordkjosbotn, la route croise l'E6, l'axe routier central de la Norvège. Tromsø est aussi lié avec plusieurs routes provinciales, dont la 858 reliant Eidkjosen sur l'île de Kvaløya à Nordkjosbotn via le tunnel rya. Les routes 862 et 863 desservent Kvaløya pour la première et Kvaløya et Ringvassøya pour la seconde. Enfin la route 91 relie le sud de Tromsø à Olderdalen.

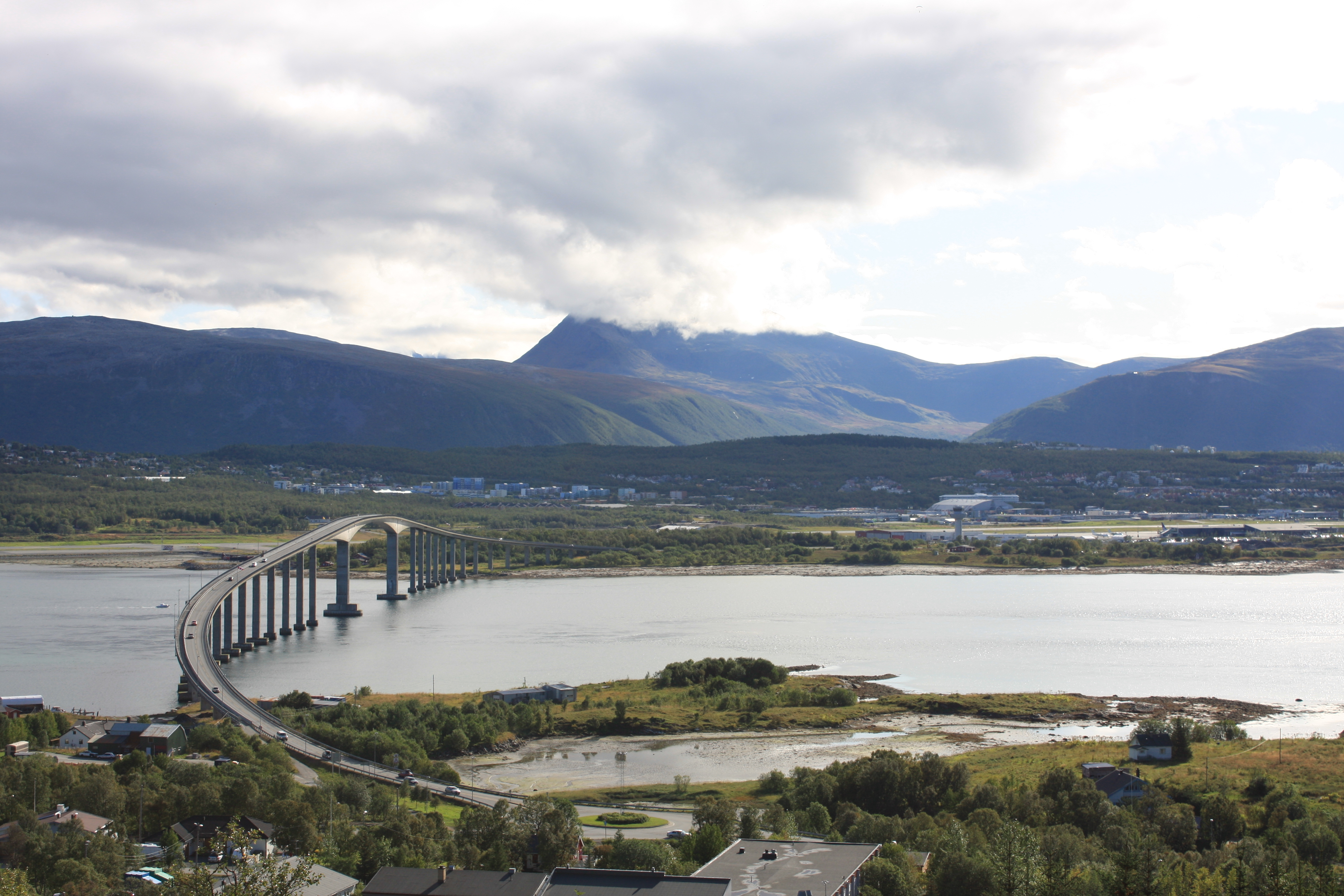
Pont de Sandnessund

Plusieurs ponts et tunnels permettent ces connexions, parmi lesquels le pont de Tromsø, le pont de Sandnessund et le tunnel de Tromsøysund.
Les navires de l'express côtier (Hurtigruten) qui relie Bergen à Kirkenes le long de la côte fait étape à Tromsø. Des navires de croisières font aussi de même durant la saison estivale.
La ville est équipée d'un réseau de bus urbain et d'un réseau de bus régional.

## Économie

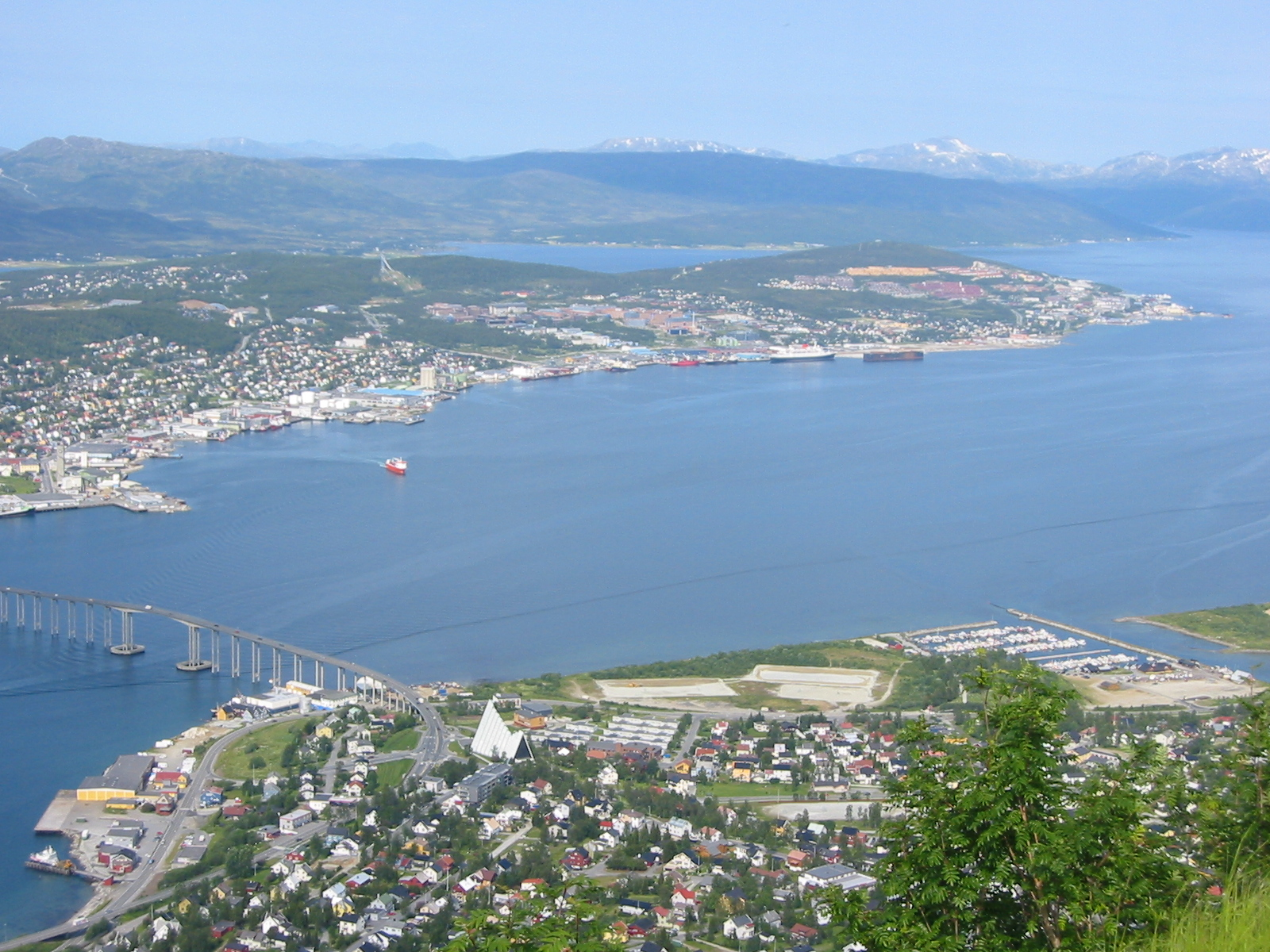
Tromsø le 15 juillet 2003. Vue depuis le continent en direction du nord-ouest. L’université est au centre de la photographie.

Elle héberge l’université de Tromsø, l'une des plus septentrionales au monde, accueillant en 2025 un total 16 610 étudiants répartis sur plusieurs campus. L'université a été fondée en 1968 et ouverte en 1972, pour permettre aux jeunes Norvégiens du nord de faire des études supérieures dans leur région. Des chercheurs de toutes nationalités viennent y étudier l'environnement des zones polaires et leurs populations anciennes, l'océanographie ou la climatologie.
On trouve à Tromsø un hôpital universitaire et spécialisé en « télémédecine » par satellite qui emploie 4 500 personnes, et un institut supérieur de la pêche de réputation mondiale. La ville déborde de son île d'origine pour s’étaler sur le continent auquel elle est reliée par un pont d’un kilomètre depuis 1960, doublé par un tunnel sous la mer en 1994. L’aéroport, construit en 1964, accueille 900 000 passagers par an et le tourisme représente aujourd’hui 40 % du chiffre d'affaires de la ville. Le 2 octobre 2010, la ville a été retenue pour accueillir la 41e Olympiade d'échecs, et les Championnats d'Europe de Bridge en 2015.
Le Conseil économique de l'Arctique a son siège à Tromsø.

## Monuments
- Cathédrale arctique.
- cathédrale  en bois.
- Musée des trolls
- Musée universitaire de Tromsø.

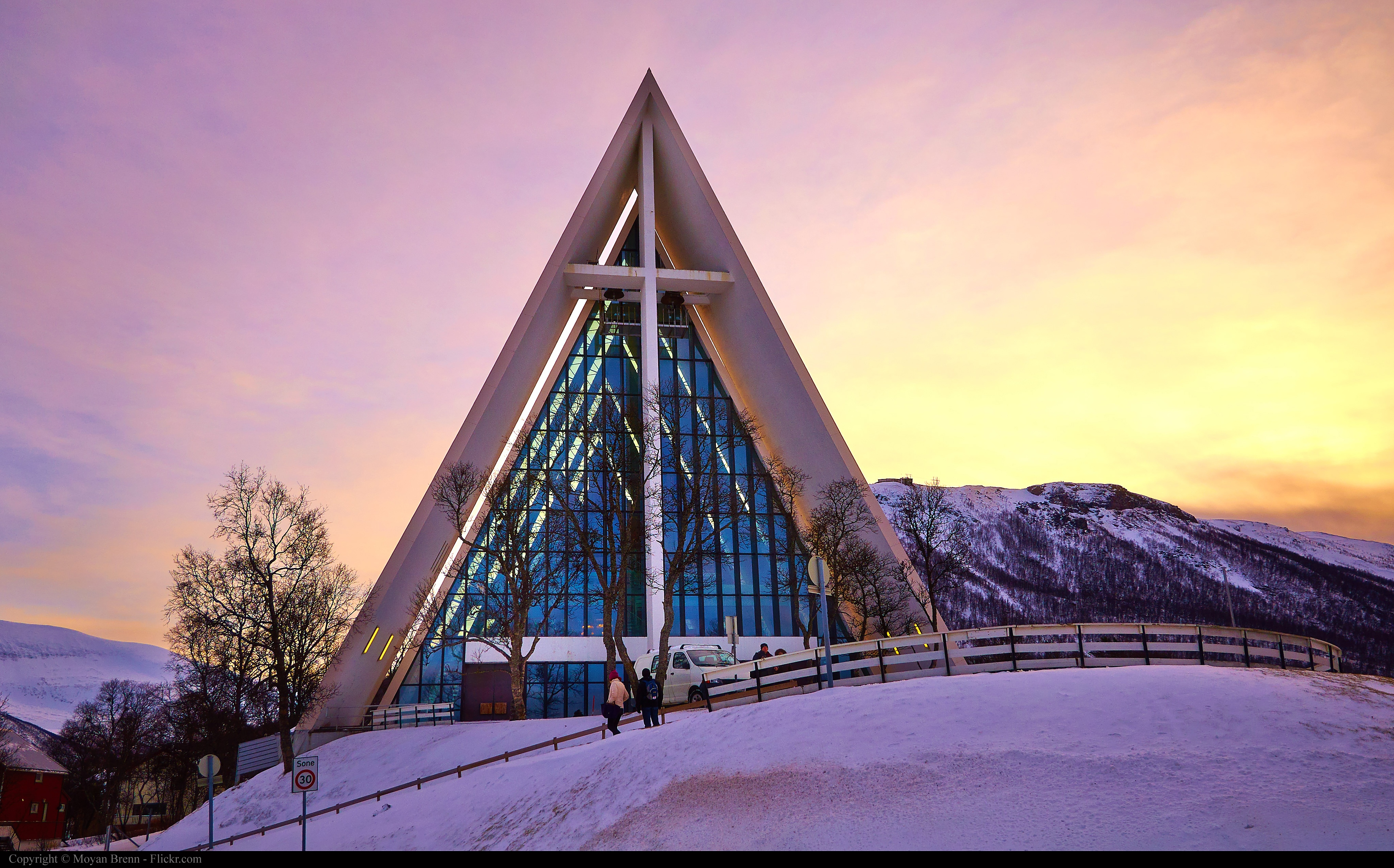
La « Cathédrale arctique ».

- Église catholique Vår Frue (Notre Dame).
- Le tremplin de saut à ski le plus septentrional du monde.
- Le pont de Tromsø, pont enjambant le détroit du Tromsøysundet.

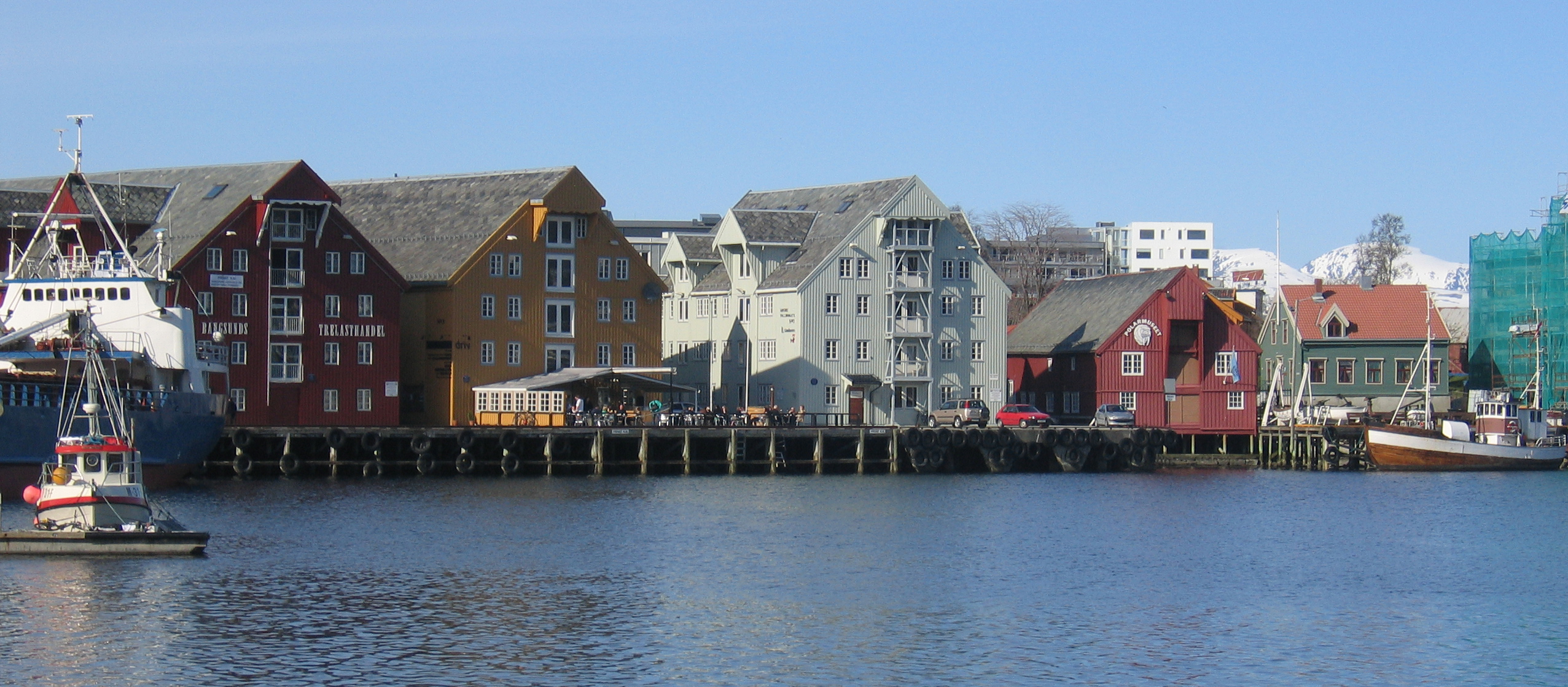
Le front de mer à Tromsø.

- L'ancienne forteresse Skansen

## Sports
La ville accueillait la Tromsø Skyrace, compétition de skyrunning, chaque année en août depuis 2014 et jusqu'en 2023. Le marathon de Tromsø midnight sun marathon (marathon du soleil de minuit) est désormais organisé tous les ans. La course atteignait en 2025 pour la première fois le chiffre de 10 000 participants et rassemblait 99 nationalités différentes.

## Personnalités liées à la commune
- Geir Jenssen, musicien (groupes Bel Canto et Biosphere)
- Peter Wessel Zapffe, auteur et philosophe
- Erik Skjoldbjærg, réalisateur
- Guttorm Jakobsen (1911-1995), navigateur, mort à Tromsø ;
- Isak Nils Isaksen (1842-1920), navigateur, né et mort à Tromsø ;
- Lene Marlin, artiste de musique pop
- Svein Berge et Torbjorn Brundtland, musiciens du groupe Röyksopp (musique électronique).
- L'écrivaine norvégienne Cora Sandel a habité Tromsø de 1893 à 1905.
- Espen Lind, auteur-compositeur-interprète
- Lisa Stokke, née en 1975 à Tromsø, chanteuse et actrice norvégienne.
- Sivert Kristian Tobiesen (1821-1873), navigateur, né à Tromsø.
- Daniel et Johann André Forfang, sauteurs à ski natifs de la ville.
- Karoline Knotten, biathlète née à Tromsø.

## Presse locale
Les journaux locaux sont nommés ITromsø et Nordlys.

## Jumelages

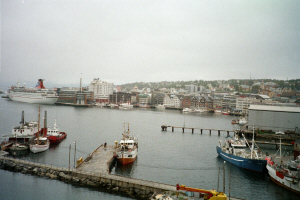
Le port de Tromsø

Tromsø a douze villes jumelées : 
| - Kemi (Finlande) depuis 1940 - Luleå (Suède) depuis 1950 - Ringkøbing (Danemark) depuis 1950 - Grimsby (Angleterre) depuis 1961 - Pune (Inde) depuis 1966 - Anchorage (États-Unis) depuis 1969 - Zagreb (Croatie) depuis 1971 - Mourmansk (Russie) depuis 1972 - Quetzaltenango (Guatemala) depuis 1999 - Gaza (Palestine) depuis 2001 - Nadym (Russie) depuis 2008 - Arkhangelsk (Russie) depuis 2011 |